# Ängelby
Ängelby är en svensk dramathriller i tolv avsnitt som hade premiär i september 2015 på Sveriges Television. Manus är skrivet av Johan Kindblom och Tomas Tivemark. I huvudrollen ses Mia Skäringer.

## Handling
Vera Fors lever ett normalt liv med make, barn, arbete och villa. Så skaffar hennes man en annan kvinna och hon förlorar arbetet som hon fick tack vare honom. Desperat söker Vera efter ett nytt arbete och får genast svar om ett ledigt arbete i Ängelby, en liten och för henne obekant ort. Hon ser det som en chans att börja ett nytt liv och åker dit med barnen. På vägen dit inträffar något oväntat som hon inte kan släppa. Det blir början på en rad märkliga och obehagliga händelser i Ängelby, där även delar av ortsbefolkningen beter sig underligt åt. Vera är trots det inträffade fast besluten att stanna i Ängelby och leva sitt eget liv. Hon bestämmer sig för att gå till botten med det.

## Rollista i urval
- Mia Skäringer – Vera Fors
- Göran Ragnerstam – Torsten Huzell
- Amanda Ooms – Britt-Louise Vogel
- Joel Spira – Amos Poe
- Michaela Thorsén – Viveka Wallström
- Örjan Landström – John Wallin
- Gunilla Johansson – Martha Wallin
- Anna Bjelkerud – lärarinnan Eva Lindgren
- Jonas Sjöqvist – Jakob Medin
- Pär Luttropp – Markus
- Timo Nieminen – Rudi Malm
- Linda Molin – Therese Malm

## Om serien
Ängelby, med en budget på 40 miljoner kronor, är inspirerad av TV-serierna Twin Peaks och Riket. Premiäravsnittet hade en miljon tittare och andra avsnittet något under en miljon.
Inspelningen var problematisk, vilket bekräftats av SVT, huvudrollsinnehavaren Mia Skäringer och manusförfattarna Johan Kindblom och Tomas Tivemark. Den stoppades av SVT och sändningsstarten blev uppskjuten eftersom produktionsbolaget Tre Vänner inte hade levererat i tid. Skäringer har uttalat att hon upplevde manusarbetet som stressigt och att hon inte var intresserad av att medverka i en eventuell andra säsong.